# 蒂亞戈·丹塔斯
蒂亞戈·菲利普·奧利維拉·丹塔斯（葡萄牙語：Tiago Filipe Oliveira Dantas，2000年12月24日—），是一名葡萄牙足球員，司職中場。现時由葡超俱乐部本菲卡外借至荷甲球隊阿爾克馬爾，他也代表葡萄牙U21國家隊參賽。

## 球會生涯

### 拜仁慕尼黑
2020年10月6日，丹塔斯從本菲卡租借至德甲球會拜仁慕尼黑，為期一年，可以選擇以800萬歐元買斷，他是拜仁慕尼黑教練漢斯-迪特·弗利克的夢想球員，丹塔斯將身穿一線隊28號球衣。
2020年10月17日，丹塔斯在拜仁慕尼黑二队對上凯泽斯劳滕的主場比賽中首次亮相。
2021年2月6日，丹塔斯入選拜仁慕尼黑一線隊国际足联俱乐部世界杯名單。2月27日，丹塔斯在拜仁慕尼黑對陣科隆的比賽完成了德甲聯賽處子秀。

### 通德拉
2021年7月7日，丹塔斯從本菲卡租借至通德拉，為期一年，無買斷選項。

## 國家隊生涯
丹塔斯代表葡萄牙各級青年隊參賽。

## 榮譽

### 球會
本菲卡
- 葡萄牙全國青年錦標賽 冠軍：2017-18賽季
- 歐洲青年聯賽 亞軍：2019-20賽季

 拜仁慕尼黑
- 國際足總俱樂部世界盃 冠軍：2020年
- 德国足球甲级联赛 冠軍：2020-21賽季[8]

## 外部連結
- Soccerway資料庫：蒂亞戈·丹塔斯